# Typica (café)
Typica es una variedad de café arábica (Coffea arabica), considerada una de las más antiguas y fundamentales en la historia del cultivo del café. Se cree que es la variedad original del café arábica, a partir de la cual surgieron muchas otras. Se caracteriza por producir granos de alta calidad con perfiles de sabor suaves y dulces, a menudo con notas afrutadas y florales.
Es una planta de porte alto, con hojas grandes y ramas largas. Su rendimiento es relativamente bajo en comparación con otras variedades modernas, y es susceptible a enfermedades como la roya del café. Sin embargo, sigue siendo apreciada por su calidad en el mercado de cafés especiales.
Typica se extendió desde Etiopía y Yemen a través de diversas rutas comerciales, llegando a América en el siglo XVIII. Aunque actualmente su producción ha sido progresivamente sustituido por otros híbridos todavía es una variedad común en muchas regiones cafeteras del mundo, como en Veracruz y Chiapas (México), el eje cafetero (Colombia) y algunas partes de Centroamérica.

## Historia
El café Typica fue identificado por primera vez en Java, una isla de Indonesia, en el XVIII. Durante la década de 1710, los neerlandeses lo llevaron a los jardines botánicos de Europa, lo que le permitió convertirse en una de las dos variedades de arábica más cultivadas en el mundo, junto con el Café Bourbon.
En 1720, el capitán de infantería Gabriel de Clieu lo introdujo en Martinica con dos de las cuatro plantas del jardín botánico de Ámsterdam traídas desde Java, que habían sido donadas a Francia. Desde Martinica, se expandió a las colonias francesas y españolas, como Saint-Domingue, Cuba, México y América Central, entre 1748 y 1790.